# Mănăstirea Măinești
Mănăstirea  este o mănăstire din România situată în orașul Balș, județul Olt.